# 中国共産党中央軍事委員会
中国共産党中央軍事委員会（ちゅうごくきょうさんとうちゅうおうぐんじいいんかい、 英語: Central Military Commission of the Communist Party of China)は、中華人民共和国と中国共産党の事実上の最高軍事指導機関である。党中央軍事委員会ともいい、略称は中央軍委。党中央軍事委員会主席は、事実上中華人民共和国（中国）の軍隊である国家武装力量の最高司令官。中華人民共和国最高指導者と中国共産党総書記の習近平が奉職している。

## 概要
中央軍事委員会は中国共産党の軍事組織である中国人民解放軍を指導する機関であり、1925年10月に中央委員会の下に設立された「中央軍事運動委員会」を前身とする。その後は名称を変更し、1954年9月26日の党中央政治局の「党の軍事委員会設立に関する決議」により、現在の委員会が設立された。
中華人民共和国憲法に「中国共産党が国家を領導する」と明記され、中華人民共和国国防法にも「中華人民共和国の武装力は中国共産党の領導を受ける」と定められていることから、中国人民解放軍は事実上の国軍とされ、中国共産党中央軍事委員会は、中国人民解放軍および中国人民武装警察部隊、中国民兵を指導する、中華人民共和国の事実上の最高軍事指導機関と位置づけられている。

## 構成
中国共産党中央軍事委員会は、主席・副主席・委員によって構成される。なお、中華人民共和国には中国共産党と国家の二つの中央軍事委員会があるが、「中国共産党中央軍事委員会」の構成員がそのまま「中華人民共和国中央軍事委員会」の構成員として選ばれるため、選出の時期によって多少のズレは存在するものの、基本的には両中央軍事委員会の構成員は同一である。

## 選出
中国共産党中央軍事委員会主席、副主席、委員は党中央委員会が選出する。国家中央軍事委員会主席は全国人民代表大会（全人代）によって選出され、全人代と全人代常務委員会に対して責任を負う。国家中央軍事委員会副主席および委員は、国家軍事委員会主席の指名に基づいて、全人代が選出する。

## 歴代中央軍事委員会主席
中国共産党中央軍事委員会主席は、1945年の第7回党大会以降、中央委員会主席あるいは中央委員会総書記が兼任している。ただし、1981年6月から1989年11月までの間、党中央軍事委員会主席と党主席・党総書記は分離していた。この期間の党中央軍事委員会主席は鄧小平である。
党中央軍事委員会主席は権力の源泉たる軍の統帥権を持つため、実質的に中国のトップといえる。鄧小平が党や国家の最高職に就任せずに中国の最高指導者たりえたのは、中央軍事委員会主席のポストを確保していたからである。鄧小平は、政治局常務委員や中央顧問委員会主任を退いて一般党員になりながらも、このポストだけは中々手放さなかった。しかし、総書記・国家主席・中央軍事委員会主席の3つのポストが分散していた1980年代に指導部の安定を欠いたため、1993年からは党・国家・軍の最高職を1人に集中させるようにしている。江沢民は党総書記を退任後、鄧小平と同じ手法で権力を維持しようとしたが、院政を万里、喬石などの元老に批判され、中央軍事委員会主席再選の際に反対票も多く出たため2004年に退任した。

### 中国共産党中央軍事委員会主席
- 毛沢東 （1954年9月26日 - 1976年9月9日）
- 華国鋒 （1976年10月7日 - 1981年6月29日）
- 鄧小平 （1981年6月29日 - 1989年11月9日）
- 江沢民 （1989年11月9日 - 2004年9月19日）
- 胡錦濤 （2004年9月19日 - 2012年11月15日）
- 習近平 （2012年11月15日 - ）

### 中華人民共和国中央軍事委員会主席
- 鄧小平 （1983年6月6日 - 1990年3月19日）
- 江沢民 （1990年3月19日 - 2005年3月8日）
- 胡錦濤 （2005年3月13日 - 2013年3月14日）
- 習近平 （2013年3月14日 - ）

## 附属機関

### 中央軍事委員会弁公庁
中央軍事委員会の事務処理機関。中央人民政府人民革命軍事委員会弁公庁として、1949年11月11日に設置された。1954年10月、中国共産党中央軍事委員会弁公庁に改称すると同時に、国防部弁公庁の業務を兼併した（つまり名称が違うだけで、中央軍事委員会弁公庁と国防部弁公庁は同一の組織であった）。1965年11月からは、総参謀部弁公庁の業務も兼併。文化大革命時、中央軍事委員会弁公庁は総参謀部の組織に編入された。   
1979年4月、総参謀部から分離し独立、再び国防部弁公庁の業務を兼併した。1983年6月の国家中央軍事委員会の発足にともない、同委員会弁公庁の役割も果たしている。

### 中央軍事委員会紀律検査委員会
1955年9月、総政治部は、中国共産党全国代表会議（党大会）の決定に基づき、「軍隊における党の監察委員会を成立に関する通知」を公布し、全軍団以上の単位に党の監察委員会を設置した。党中央の批准を経て、中国人民解放軍監察委員会が成立した。解放軍の党監察委員会は、党中央監察委員会及び中央軍事委員会、総政治部の指導の下に活動し、日常事務は総政治部組織部が取り扱い、専門の事務機関は設置されなかった。   
1968年10月、総政治部は軍の統制を受け、解放軍監察委員会も活動を停止した。1969年5月、第9回党大会は、党の監察機構の廃止を決定し、解放軍の監察委員会もこれに従い廃止された。   
1978年、党中央軍事委員会は、中国人民解放軍紀律検査委員会の創設に着手した。1980年1月、党中央の批准を経て、中国人民解放軍紀律検査委員会書記が任命された。同年11月、解放軍紀律検査委員会は、中国共産党中央軍事委員会紀律検査委員会に改称した。同委員会は、党中央軍事委員会、党中央規律検査委員会の指導の下に活動を行っている。   

### 中央軍事委員会戦略委員会
戦略委員会の前身は「戦略小組」であり、過去、劉伯承元帥、羅瑞卿等が組長を務めた。その後、戦略委員会に改称され、戦略レベルの国家安全保障問題を研究し、中央軍事委員会に総括報告を行っている。委員会の弁公室は、総参謀部第一部が管轄し、第一部長がその主任を務める。

## 沿革

### 第9回党大会（1969年－1973年）
1969年4月28日、第9期1中全会において毛沢東を主席、林彪・等を副主席、42名の委員を選出した。
しかし、1971年9月の林彪によるクーデター未遂と事故死に伴い、黄永勝・呉法憲・李作鵬・邱会作が隔離審査を受けた。
- 主席：毛沢東
- 副主席：林彪、劉伯承、陳毅、徐向前、聶栄臻、葉剣英
- 委員：粟裕、蕭勁光、王樹声、等42人

### 第10回党大会（1973年－1977年）
1973年12月22日、毛沢東の提案により党中央委員会が鄧小平を中央政治局委員、中央軍事委員会委員、中央軍委弁公会議議員に増補した。1975年1月5日、党中央委員会は鄧小平を中央軍事委員会副主席兼中国人民解放軍総参謀長に任命。2月5日、党中央委員会は中央軍事委員会弁公会議を廃止し、中央軍事委員会常務委員会を組織した。
1976年9月9日の毛沢東の死去により主席は空席となるが、四人組を打倒した華国鋒が同年10月7日、中央政治局决定により中央軍事委員会主席に任命された。また、1977年7月の第10期3中全会において「華国鋒同志の中国共産党中央委員会主席、中国共産党中央軍事委員会主席への任命を追認する決議」が採択され、正式に承認された。同時に「鄧小平同志の職務を回復する決議」が採択され、失脚していた鄧小平が中央軍事委員会副主席兼総参謀長として復活した。
- 主席：毛沢東→華国鋒（1976年10月任命）
- 副主席：鄧小平（1975年1月任命、1976年4月解任）→空席→鄧小平（1977年7月第10期3中全会）
- 常務委員：葉剣英、王洪文（1977年7月、第10期3中全会で解任）、鄧小平、張春橋（1977年7月、第10期3中全会で解任）、劉伯承、陳錫聯、汪東興、蘇振華、徐向前、聶栄臻、粟裕、李先念（1975年増補）、王震（1975年増補）

### 第11回党大会（1977年－1982年）
- 主席：華国鋒→鄧小平（1981年6月29日、第11期6中全会）
- 副主席：葉剣英、鄧小平、劉伯承、徐向前、聶栄臻
- 常務委員会委員：李先念、粟裕、羅瑞卿、汪東興（1980年2月、第11期5中全会で辞任）、陳錫聯（1980年2月、第11期5中全会で辞任）、韋国清、蘇振華、張廷発、王震（1978年3月9日増補）、耿飈（1979年1月増補）、楊尚昆（1981年7月増補）
- 秘書長：羅瑞卿→耿飈（1979年1月10日）→楊尚昆（1981年7月10日）

### 第12回党大会（1982年－1987年）
- 主席：鄧小平
- 常務副主席：楊尚昆
- 副主席：葉剣英、徐向前、聶栄臻
- 委員：張愛萍、余秋里、楊得志、洪学智
- 秘書長：楊尚昆（兼任）

### 第13回党大会（1987年－1992年）
第2次天安門事件の責任を取って趙紫陽は解任。1989年11月の第13期5中全会で江沢民が主席となり、その補佐として半ば引退していた劉華清が副主席に昇格した。
- 主席：鄧小平→江沢民（1989年11月9日、第13期5中全会）
- 第一副主席：趙紫陽（1989年6月23日、第13期4中全会で解任）→楊尚昆（第13期5中全会）
- 常務副主席：楊尚昆→空席（第13期5中全会）
- 副主席：劉華清（第13期5中全会）
- 委員：洪学智、劉華清、秦基偉、遅浩田、楊白冰、趙南起
- 秘書長：楊尚昆（兼任）→楊白冰（第13期5中全会）
- 副秘書長：洪学智、劉華清（兼任）

### 第14回党大会（1992年－1997年）
江沢民が主席を続投。第2次天安門事件以降、軍への影響力を強めていた楊尚昆と楊白冰の兄弟が、中央軍事委員会より追放される。秘書長の職は廃止された。
- 主席：江沢民
- 副主席：劉華清、張震、遅浩田（1995年9月、第14期5中全会）、張万年（第14期5中全会）
- 委員：遅浩田、張万年、于永波、傅全有、王克（第14期5中全会）、王瑞林（第14期5中全会）

### 第15回党大会（1997年－2002年）
引き続き江沢民が主席を続投。1999年9月の第15期4中全会で、江の後継者と目される胡錦濤が副主席に、後に胡を支える郭伯雄、徐才厚の制服組が委員に選出された。
- 主席：江沢民
- 副主席：張万年、遅浩田、胡錦濤（1999年9月22日、第15期4中全会）
- 委員：傅全有、于永波、王克、王瑞林、曹剛川（1998年11月、第15期3中全会）、郭伯雄（第15期4中全会）、徐才厚（第15期4中全会）

### 第16回党大会（2002年－2007年）
江沢民が党中央軍事委員会主席を続投したが、2004年9月の第16期4中全会で辞任、胡錦濤が後任の主席に就任した。江沢民は腹心の曽慶紅を副主席に滑り込ませようとしたが失敗している。一方、胡錦濤はこの第16期4中全会において、制服組の委員トップで、胡派と目される徐才厚を副主席に昇格させた。また陳炳徳、喬清晨、張定発、靖志遠の制服組4人が委員に選出された。
- 主席：江沢民→胡錦濤（2004年9月19日、第16期4中全会）
- 副主席：胡錦濤（党総書記、国家主席）
- 副主席：郭伯雄（上将、党中央政治局委員）
- 副主席：曹剛川（上将、党中央政治局委員、国務委員、国防部長）
- 副主席：徐才厚（上将、党中央書記処書記。2004年9月19日、第16期4中全会）
- 委員：徐才厚（上将、総政治部常務副主任→総政治部主任）
- 委員：梁光烈（上将、総参謀長）
- 委員：李継耐（上将、総装備部長→総政治部主任）
- 委員：廖錫竜（上将、総後勤部長）
- 委員：陳炳徳（上将、総装備部長。2004年9月19日、第16期4中全会）
- 委員：喬清晨（上将、空軍司令員。2004年9月19日、第16期4中全会）
- 委員：張定発（上将、海軍司令員。2004年9月19日、第16期4中全会）※2006年12月死去
- 委員：靖志遠（中将、第二砲兵司令員。2004年9月19日、第16期4中全会）

### 第17回党大会（2007年－2012年）
引き続き胡錦濤が主席を続投。2010年10月の第17期5中全会で、胡の後継者と目される習近平が副主席に選出された。
- 主席：胡錦濤（党総書記、国家主席）
- 副主席：習近平（党中央政治局常務委員、国家副主席。2010年10月18日、第17期5中全会）
- 副主席：郭伯雄（上将、党中央政治局委員）
- 副主席：徐才厚（上将、党中央政治局委員）
- 委員：梁光烈（上将、国防部長）
- 委員：李継耐（上将、総政治部主任）
- 委員：廖錫竜（上将、総後勤部長）
- 委員：陳炳徳（上将、総参謀長）
- 委員：許其亮（上将、空軍司令員）
- 委員：呉勝利（上将、海軍司令員）
- 委員：靖志遠（上将、第二砲兵司令員）
- 委員：常万全（中将、総装備部長）

### 第18回党大会（2012年－2017年）
胡錦濤が完全引退し、習近平が党総書記および党中央軍事委員会主席に選出された。
- 主席：習近平（党総書記、国家副主席→国家主席）
- 副主席：范長龍（上将、党中央政治局委員。2012年11月4日、第17期7中全会で選出。同月15日の第18期1中全会で再選）
- 副主席：許其亮（上将、党中央政治局委員。2012年11月4日、第17期7中全会で選出。同月15日の第18期1中全会で再選）
- 委員：常万全（上将、2013年3月、国務委員および国防部部長に就任）
- 委員：房峰輝（上将、総参謀長）
- 委員：張陽（上将、総政治部主任）
- 委員：趙克石（上将、総後勤部長）
- 委員：張又侠（上将、総装備部長）
- 委員：呉勝利（上将、海軍司令員）
- 委員：馬曉天（上将、空軍司令員）
- 委員：魏鳳和（中将、第二砲兵司令員）

### 第19回党大会（2017年－2022年）
陸海空軍・ロケット軍の各司令官は委員に選出されず、従来の11人から7人へ減少した。習近平が抜擢した若手司令官が中将の階級にとどまっていた為、委員に選出されなかったとする見方と、各軍の権限を削り、指揮系統をスリム化して、意思決定の迅速化を図ったとの見方がある。
また、結果として、党中央軍事委員会の権威が高まり、軍に対しての党の指導性強化の手段となったとの指摘もある。
- 主席：習近平（党総書記、国家主席）
- 副主席：許其亮（空軍上将）
- 副主席：張又侠（上将）
- 委員：魏鳳和（上将、2018年3月、国務委員および国防部部長に就任）
- 委員：李作成（上将、中央軍事委員会連合参謀部（中国語版）参謀長）
- 委員：苗華（海軍上将、中央軍事委員会政治工作部主任）
- 委員：張昇民（中国語版）（中将→上将、中央軍事委員会規律検査委員会（中国語版）書記）

### 第20回党大会（2022年－）
- 主席：習近平（党総書記、国家主席）
- 副主席：張又侠（上将）
- 副主席：何衛東（上将）

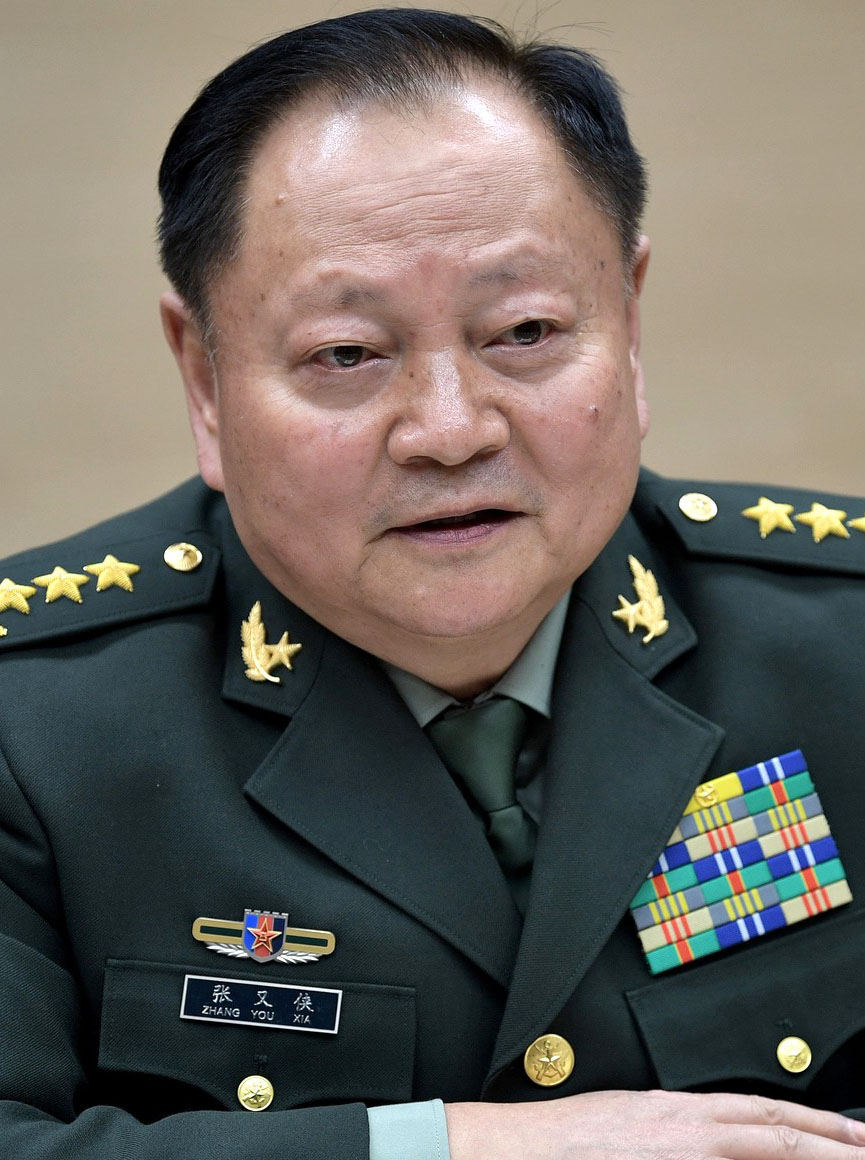
副主席: 張又侠

- 委員：李尚福（上将、2023年3月に国務委員および国防部部長に就任、2023年10月24日に両方から解任[11]）
- 委員：劉振立（上将、2023年3月、中央军事委员会連合参謀部参謀長に就任）
- 委員：苗華（海軍上将、中央軍事委員会政治工作部主任、2025年6月に解任[12]）
- 委員：張昇民（中国語版）（中将→上将、中央軍事委員会規律検査委員会（中国語版）書記）